# Nippur
Oraș în Mesopotamia,centru religios al Sumerului.Loc al încoronării regilor sumerieni și de venerație a zeului Enlil.